# فیلیپ گلوک
فیلیپ گلوک (فرانسوی: Philippe Geluck‎؛ زادهٔ ۷ مهٔ ۱۹۵۴) کمدین و کارتونیست اهل بلژیک است. داستان مصور گربه شناخته‌شده‌ترین آثار او و یکی از ده اثر کامیکس فرانسوی-بلژیکی سال ۲۰۰۸ میلادی بود که در ۳۲۰٬۰۰۰ نسخه منتشر شد. این کتاب تحت عنوان گربه با ترجمه تینوش نظم‌جو به فارسی ترجمه و توسط نشر نی منتشر شده‌است.